# Raymond v. Raymond
Raymond v. Raymond – szósty studyjny album amerykańskiego wokalisty R&B Ushera. Na albumie znajdują się utwory wyprodukowane przez takich producentów muzycznych, jak Jermaine Dupri, The Runners, Ester Dean, Polow da Don, RedOne, Jim Jonsin, Danja, Jimmy Jam & Terry Lewis, Bangladesh i Tricky Stewart. Premiera odbyła się 26 marca 2010 roku.

## Lista utworów
1. „Monstar” (Jimmy Jam, Terry Lewis) – 5:02
2. „Hey Daddy (Daddy’s Home)” (featuring Plies) (The Runners) – 4:16
3. „There Goes My Baby” (Jim Jonsin, Rico Love) – 4:44
4. „Lil Freak” (featuring Nicki Minaj) {Polow Da Don) – 3:55
5. „She Don’t Know” (featuring Ludacris) (Bangladesh, Sean Garrett) – 4:03
6. „OMG” (featuring will.i.am) (Will.i.am) – 4:44
7. „Mars vs. Venus” (Jimmy Jam, Terry Lewis) – 4:21
8. „Pro Lover” (Tricky Stewart) – 5:03
9. „Foolin’ Around” (Bryan-Michael Cox, Jermaine Dupri) – 4:11
10. „Papers” (Zaytoven, Sean Garrett) – 4:21
11. „So Many Girls” (featuring Diddy) (Danja) – 4:36
12. „Guilty” (featuring T.I.) (AJ „Prettyboifresh” Parhm) – 3:44
13. „Okay” (James „JLack” Lackey) – 3:20
14. „Making Love (Into The Night)” (Jim Jonsin, Rico Love) – 3:36
15. „More” (iTunes Bonus Track) (RedOne) – 3:46